# البابا مارسيلينوس
البابا مارسيلينوس أو القديس مارسيلينوس، أصبح أسقف روما يوم 30 يونيو، 296 حسبما ذكر في كتالوج ليبيريا. كان سلفه البابا القديس كايوس. بدأت بابويته في وقت واحد عندما كان الإمبراطور الروماني دقلديانوس مستلم الحكم، ولكن لم يبدأ بعد لاضطهاد للمسيحيين. حتى قيام حاكم غاليريوس حملة تحريض ضد المسيحية والتي حرضت الإمبراطور دقلديانوس لاضطهاد المسيحية عام 302.م، مما اضطر عدد كبير من جنود الإمبراطورية المسيحيين إلى ترك الجيش، وخاصة بعد أن صودرة املاك المسيحين وكتبهم ودمرت منازلهم. وبعد اندلاع حريقين في قصر الإمبراطور دقلديانوس اشتدت الاجرأت القمعية ضد المسيحيين.

## حياته
غير معروف تاريخ ولادة القديس مارسيلينوس أو مكان ولادته. ولكن ما كان يذكر انه كان معاصر لموجة الاضطهاد الذي تعرض لها المسيحيين. وحسب ما ذكر في كتاب البابويات ليبير بونتيفيساليس. انه عند القاء القبض عليه طلب منه ان يركع لالهة وثنية ويقدم لها البخور ولكنه رفض واعترف بايمانه المسيحي، مما حكم عليه بالموت هو وبعض رفاقه.ودفن البابا مارسيلينوس، في 26 نيسان ،من عام 304.م، في مقبرة بريسيلا، في سالاريا فيا، بعد 25 يومأعلى استشهاده، وحسب ما جاء في كتالوج ليبيريا يذكر ان تاريخ استشهاده كان في 25 تشرين الاول / أكتوبر. ويذكر ان في وقت استشهاده أصبحت أرمينيا أول دولة مسيحية في عام 301.
يحتفل بذكرى القديس مارسيلينوس، في 26 نيسان،\ابريل في الكنيسة كما يحتفل به في يوم البابوات القديسين.

## وصلات خارجية
Saint Marcellinus الموسوعة الكاثوليكية. البابا مارسيلينوس[وصلة مكسورة]
| سبقه كيوس | الباباوات 269 – 301 | تبعه مارسلوس الأول |